# سایه (فیلم ۱۹۹۴)
سایه (انگلیسی: The Shadow) فیلمی در ژانر اکشن، نئو نوآر، مرموز، و ابرقهرمانی به کارگردانی راسل مالکهی است که در سال ۱۹۹۴ منتشر شد.

## بازیگران
- الک بالدوین
- جان لون
- پنلوپه آن میلر
- پیتر بویل
- ایان مک‌کلن
- تیم کوری
- جاناتان وینترز
- جرالد اوکامورا